# Dove Elbe
El Dove Elbe és un antic braç de l'Elba, tallat del riu per un dic l'any 1437/1438 i un riu d'Alemanya que neix a la frontera entre Altengamme i Neuengamme I que desemboca a l'Elba al barri de Rothenburgsort a la frontera amb el barri de Spadenland.

## Història

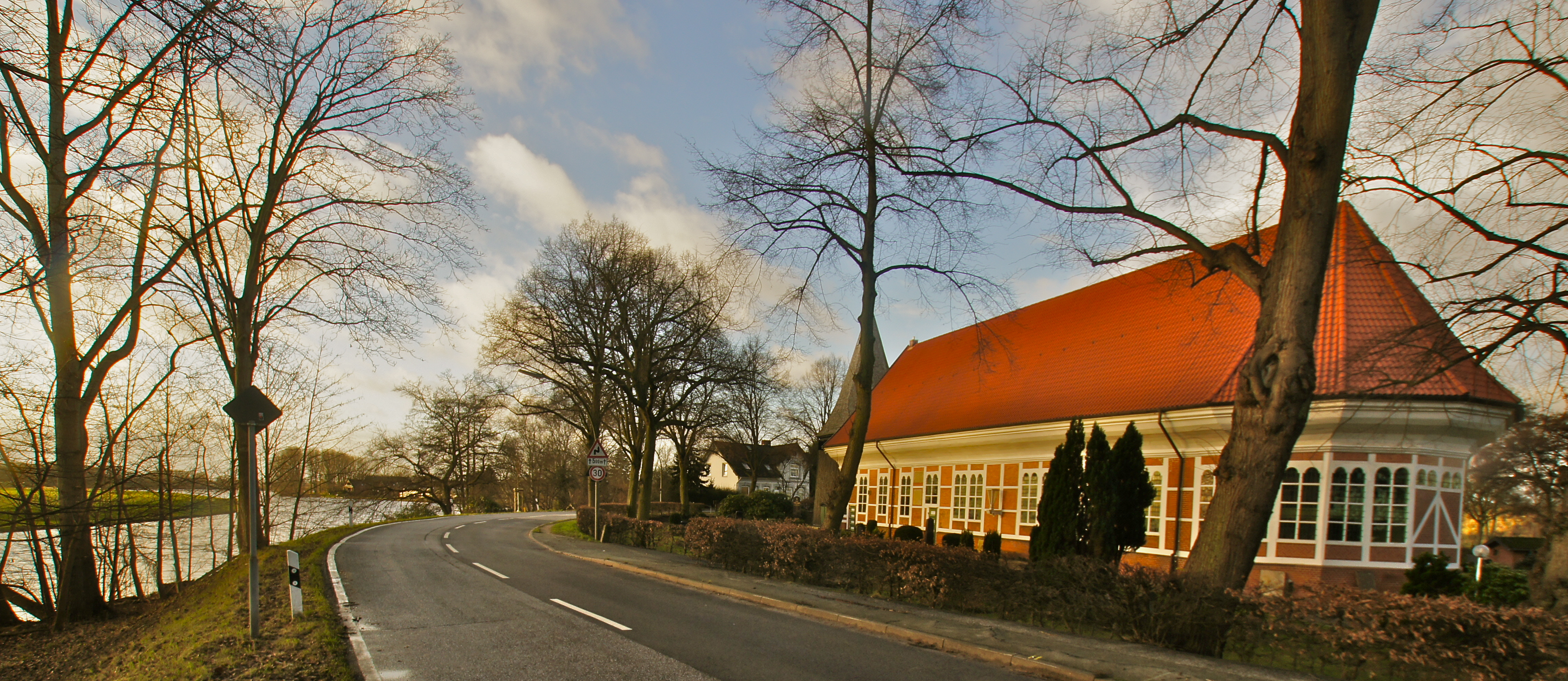
Església d'entramat de fusta de la Trinitat d'Allermöhe al marge dret del Dove Elbe

Fins a l'excavació del pas a l'illa de Spadenland i la construcció d'un dic, el Dove Elbe continuava cap a l'oest. Aquest llit antic subsisteix a Wilhelmsburg, amb el nom de Georgswerder Schleusengraben, Dove-Elbe-Wettern i Wilhelmsburger Dove Elbe, a la frontera de les antiques illes de Georgswedder i Stillhorn. Continua pel Canal Ernst August cap al Reiherstieg que desemboca a l'Elba enfront del carrer Baumwall. La ciutat d'Hamburg va encetar aquestes obres ja des de l'edat mitjana nel marc de la lluita amb el seu rival d'aleshores, el port d'Harburg al braç meridional de l'Elba (Süderelbe). En desviar les aigües volia augmentar el cabal al braç septentrional i apregonar-lo en profitar del corrent.
Fins a la fi de la Segona Guerra Mundial, el Dove Elbe tenia un cert paper per al transport de mercaderies. Els SS van voler apregonar-lo i connectar-la via el Neuengammer Stichkanal amb el camp de concentració de Neuengamme per al transport de les rajoles de la seva fàbrica al camp cap a les obres a Hamburg. Després de la guerra, encara va servir una estona per a l'evacuació del l'enderroc de la ciutat bombardejada abans d'apaivagar-se. Avui, només té un paper per a la navegació esportiua i el desguas dels pòlders.

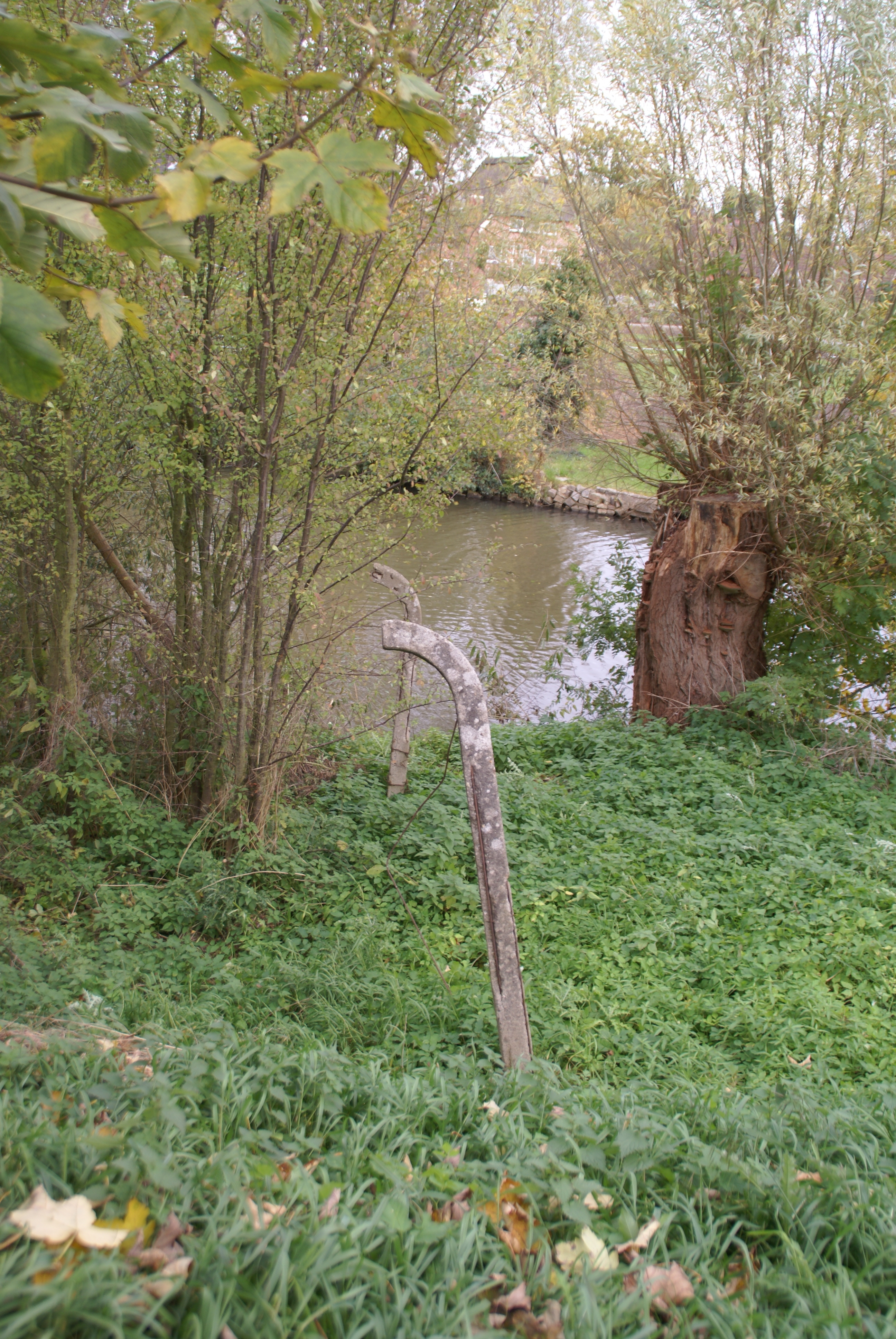
Dos pals a la riba del Dove Elbe, probablement de l'antic camp de concentració
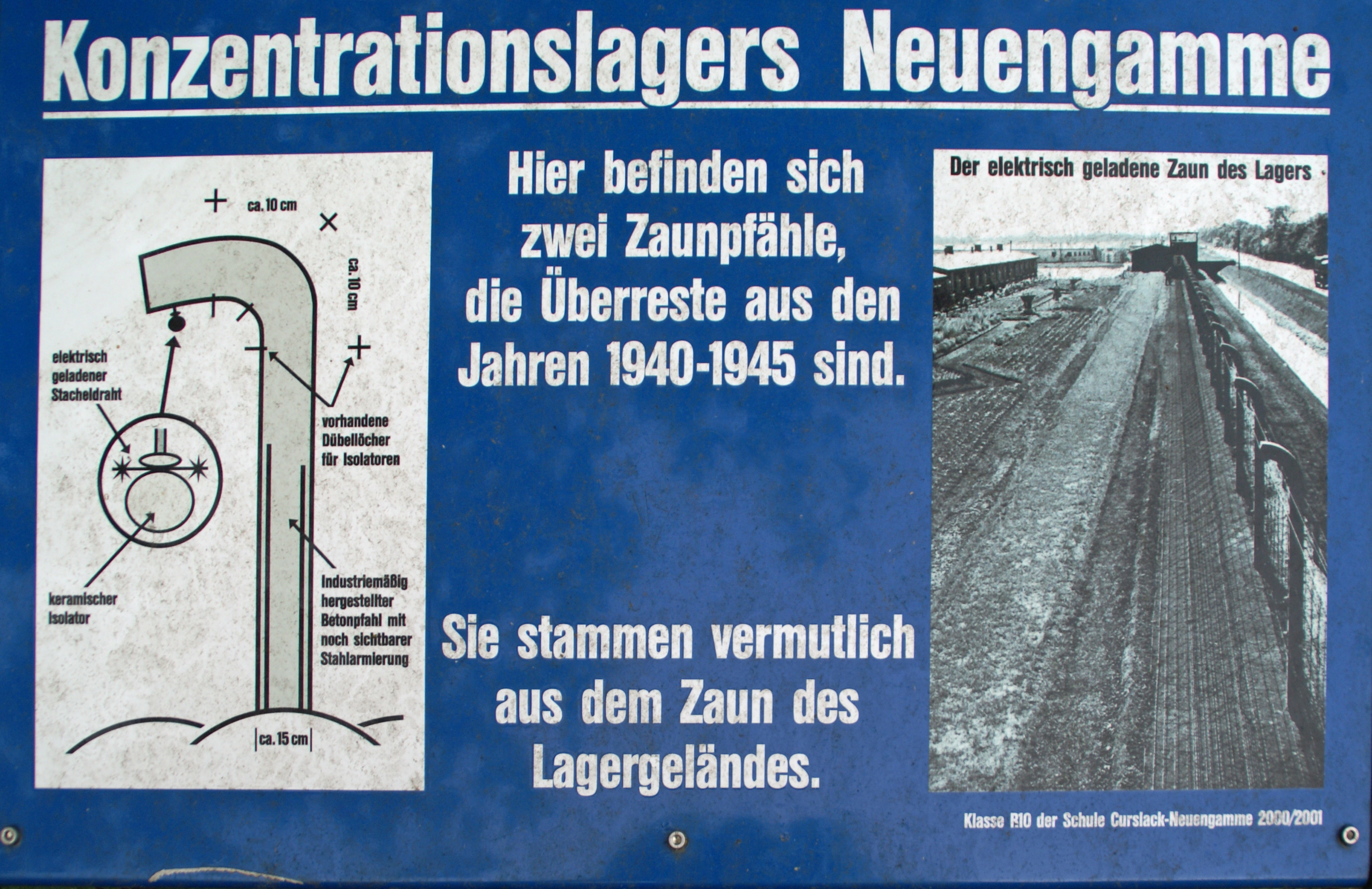
Taula amb informacions sobre els dos pals d'alta tensió de la tanca del camp de concentració
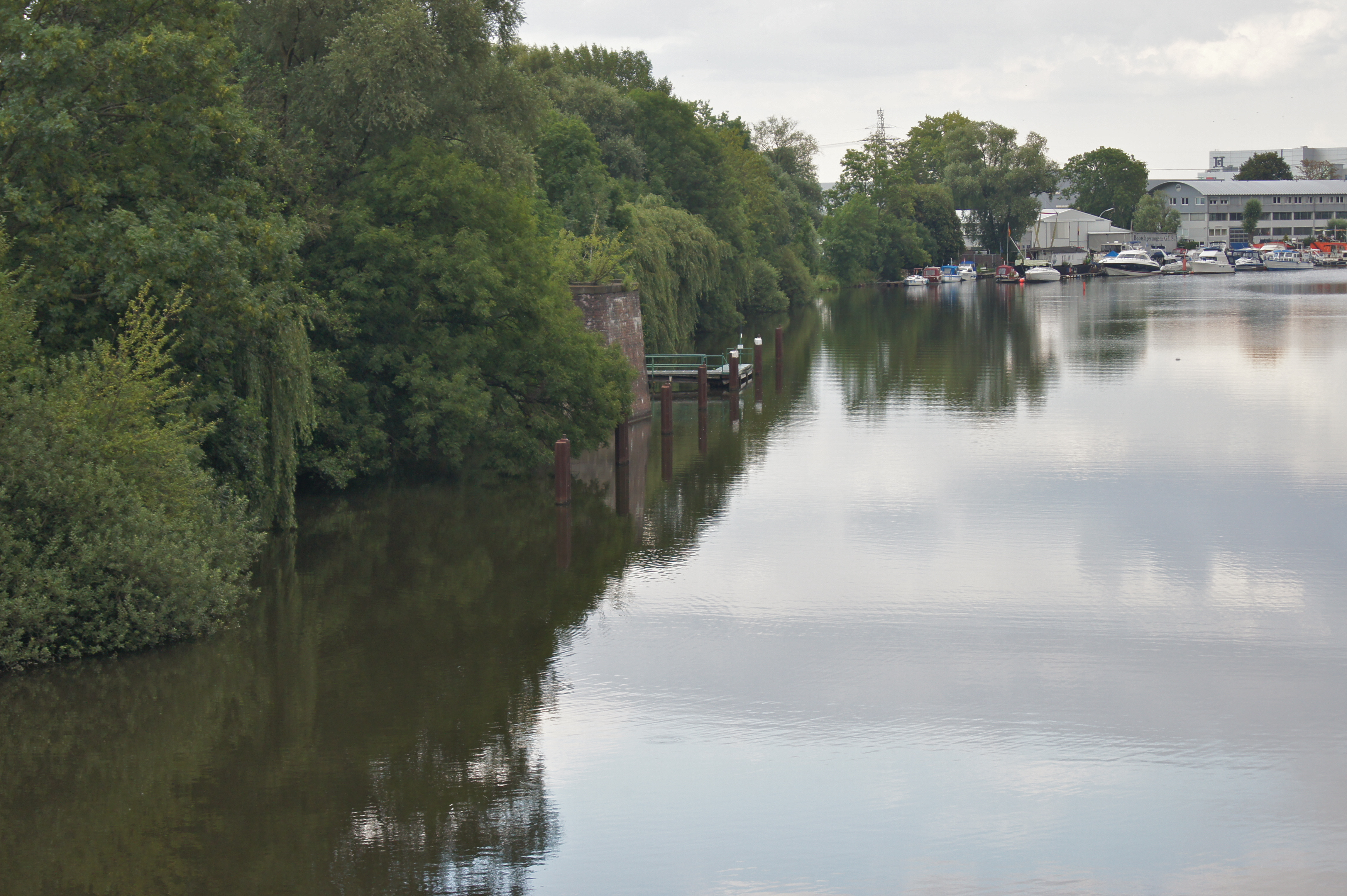
El port esportiu de Moorfleet vist des de la resclosa de Tatenberg
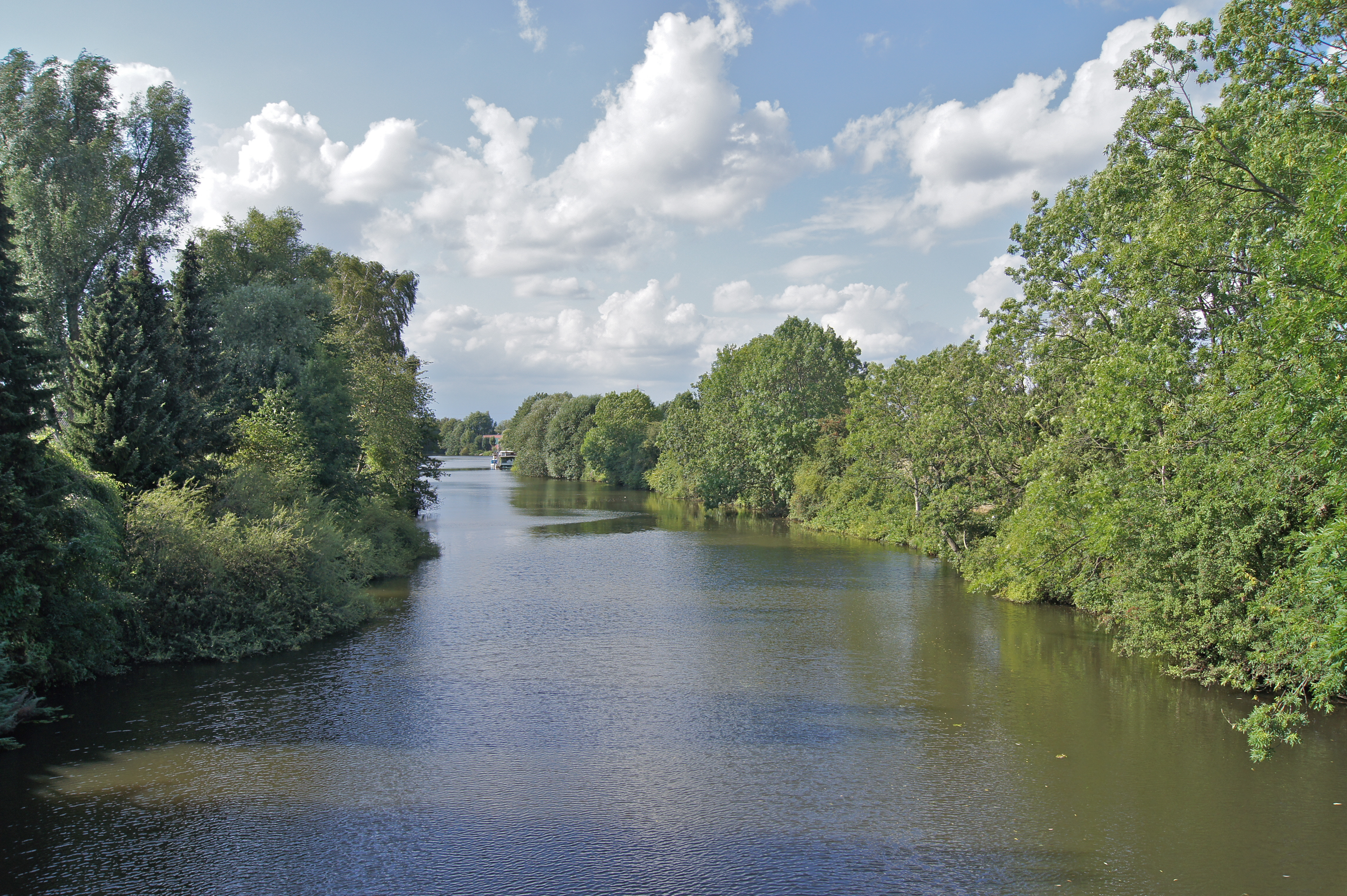
Dove Elbe a Reitbrook

## Hidrografia
Després del dic que talla el Dove Elbe de l'Elba, només és un rierol tot petit, que a poc a poc s'alimenta de recs dels pòlders dels Vier- i Marschlande. Dès de l'edat mitjana forma la frontera entre diversos parròquies que més tard van esdevenir barris d'Hamburg.

### Afluents
Tret d'una vintena de weterings, els afluents majors són:
- Gose Elbe
- Neuengammer Stichkanal
- Schleusengraben que desvia les aigües del Bille
- Neuengammer Durchstich
- Annenfleet

| El Dove Elbe com a frontera de l'Elba al nord ovest fins a la font al sud-est   | El Dove Elbe com a frontera de l'Elba al nord ovest fins a la font al sud-est | El Dove Elbe com a frontera de l'Elba al nord ovest fins a la font al sud-est | El Dove Elbe com a frontera de l'Elba al nord ovest fins a la font al sud-est |
| ------------------------------------------------------------------------------- | ----------------------------------------------------------------------------- | ----------------------------------------------------------------------------- | ----------------------------------------------------------------------------- |
| Afluent esquerra                                                                | Riba esquerra                                                                 | Riba dreta                                                                    | Afluent dret                                                                  |
|                                                                                 | Marschlande                                                                   |                                                                               |                                                                               |
|                                                                                 | Spadenland                                                                    | Rothenburgsort                                                                |                                                                               |
|                                                                                 | Tatenberg                                                                     | Moorfleet                                                                     | Hauptentwässerungsgraben Moorfleet                                            |
|                                                                                 | "                                                                             | Allermöhe                                                                     | Annenfleet Hauptentwässerungsgraben Allermöhe                                 |
|                                                                                 | Ochsenwerder                                                                  | "                                                                             |                                                                               |
| Gose Elbe                                                                       |                                                                               | "                                                                             |                                                                               |
|                                                                                 | Reitbrook                                                                     | "                                                                             |                                                                               |
|                                                                                 | "                                                                             | Nettelnburg (Bergedorf)                                                       |                                                                               |
|                                                                                 | "                                                                             | "                                                                             | Neuer Schleusengraben                                                         |
|                                                                                 | Vierlande                                                                     |                                                                               |                                                                               |
|                                                                                 | Neuengamme                                                                    | "                                                                             | Schleusengraben                                                               |
|                                                                                 | "                                                                             | Curslack                                                                      |                                                                               |
| Neuengammer Durchstich Petit port esportiu i drassana al Neuengammer Durchstich | "                                                                             | "                                                                             |                                                                               |
| Neuengammer Stichkanal                                                          | "                                                                             | "                                                                             |                                                                               |
|                                                                                 | "                                                                             | Altengamme                                                                    |                                                                               |

Hi ha un port esportiu damunt de la resclosa de Tatenberg i un altre més petit a Neuengamme fins al qual és navegable per a embarcacions esportius llargues, més amunt només és accessible per a canoes.

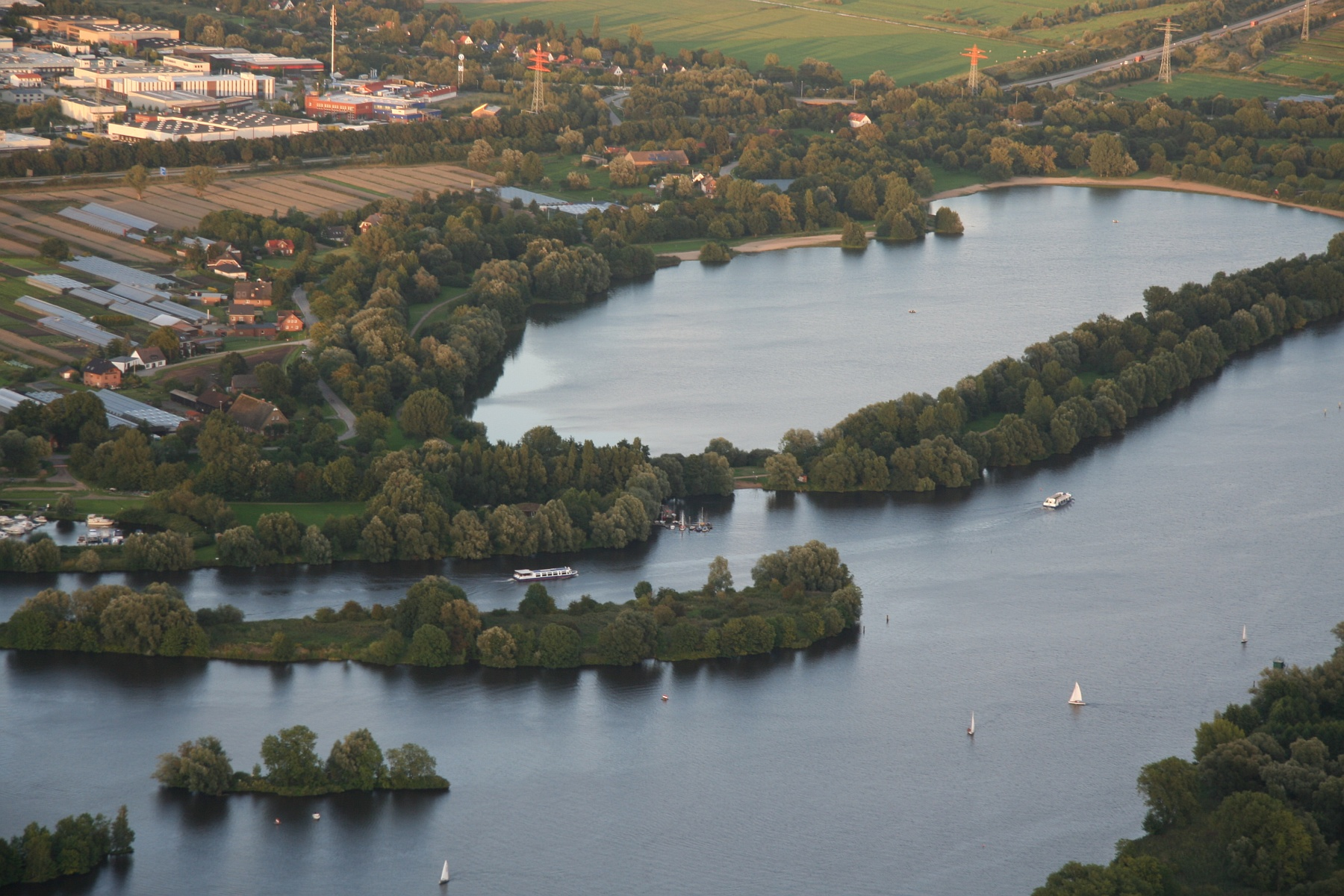
El llac Eichbaumsee
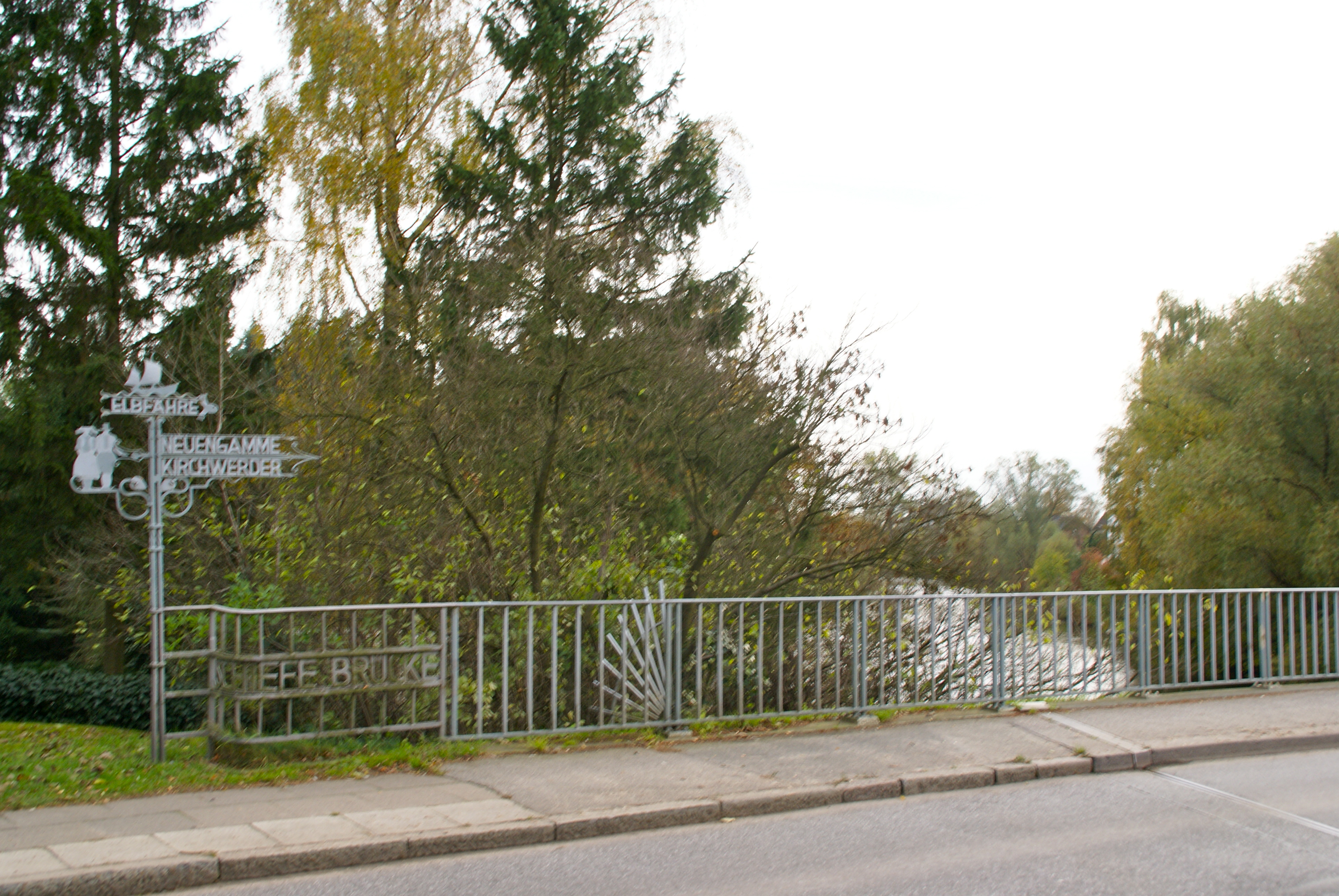
El pont oblic Schiefe Brücke
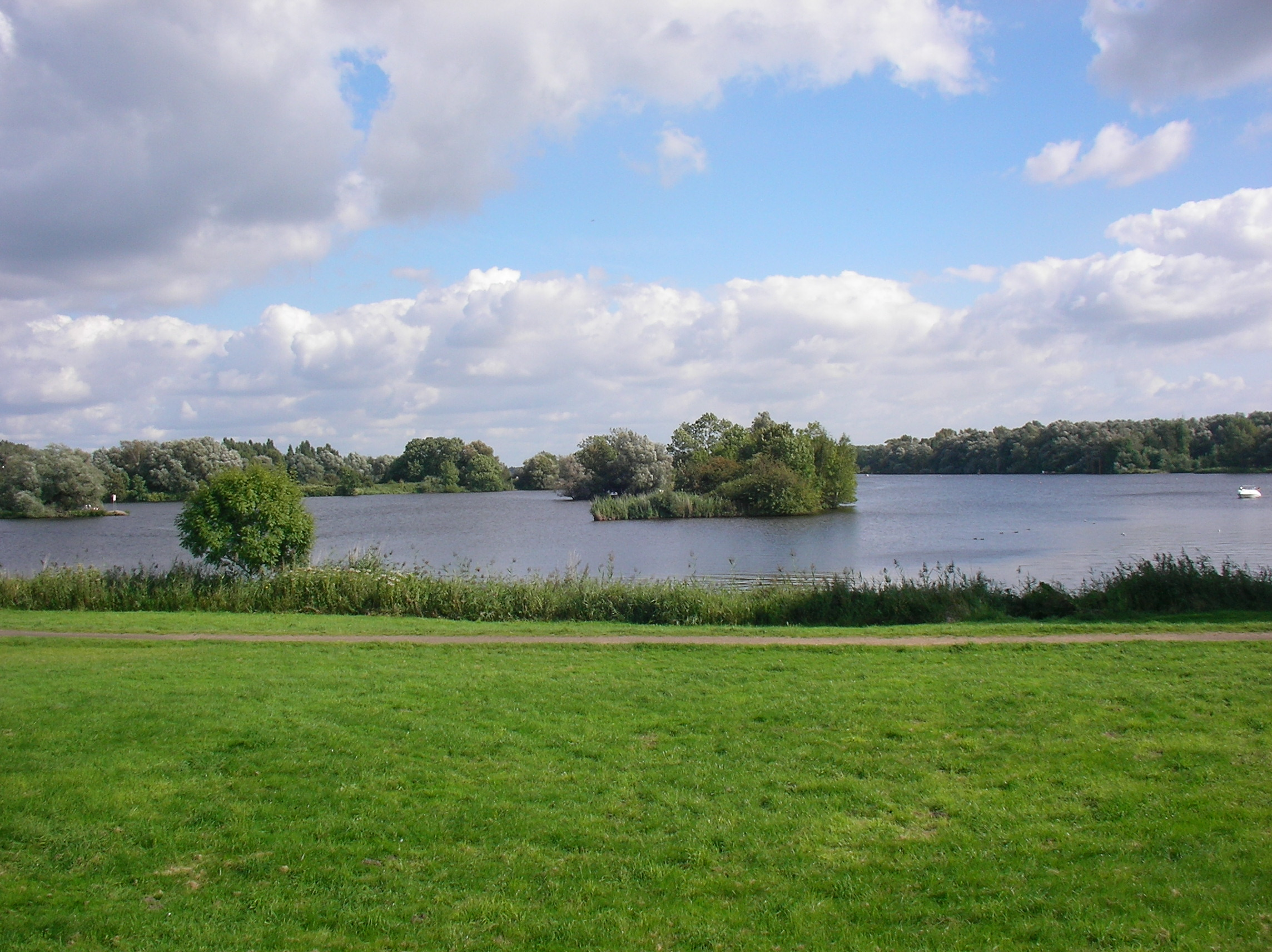
El Dove Elbe a Tatenberg
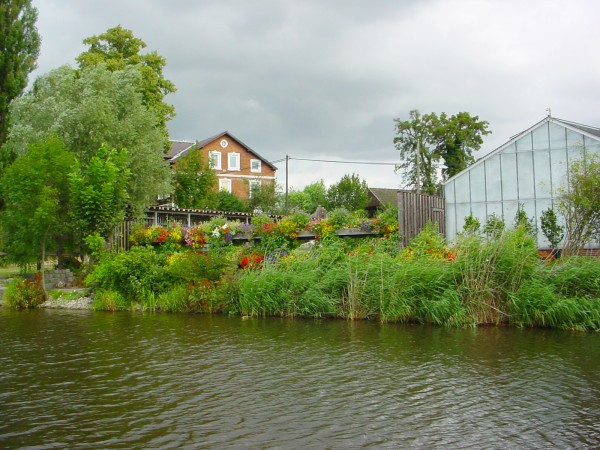
Horticultura al marge del Dove Elbe